# Sarleinsbach
Sarleinsbach ist eine Marktgemeinde in Oberösterreich im Bezirk Rohrbach im oberen Mühlviertel mit 2246 Einwohnern (Stand 1. Jänner 2025).
Der zuständige Gerichtsbezirk ist Rohrbach in Oberösterreich.

## Geographie
Sarleinsbach liegt auf 561 m ü. A. Höhe im oberen Mühlviertel. Bezogen auf die naturschutzfachliche Raumgliederung gehört das nordwestliche Gemeindegebiet zur Raumeinheit Südliche Böhmerwaldausläufer, das südöstliche Gemeindegebiet zur Raumeinheit Zentralmühlviertler Hochland, wobei die Grenze zwischen diesen beiden Raumeinheiten südlich der Dörfer Schölling und Weißgraben verläuft. Die Ausdehnung der Gemeinde Sarleinsbach beträgt von Nord nach Süd 8,3 und von West nach Ost 9,4 Kilometer. Die Gesamtfläche umfasst 36,84 Quadratkilometer, womit Sarleinsbach die zweitgrößte Gemeinde des Bezirks ist.

### Geologie und Böden
Die Landschaft des Gemeindegebietes ist ein Teil der Böhmischen Masse die auf ein sehr altes Gebirge zurückgeht, dass durch die Variszische Gebirgsbildung im Paläozoikum (Karbon) entstand. Nach der starken Erodierung des ehemaligen Hochgebirges kam es während der Alpidischen Gebirgsbildung im Tertiär zur Aufhebung des kristallinen Grundgebirges um mehrere 100 Meter, wodurch Brüche und Störungen entstanden. In weiterer Folge kam es im Tertiär und Quartär zur Ablagerung von Sedimenten. Der Untergrund des Gemeindegebietes besteht vorwiegend aus Weinsberger Granit. Im Gebiet zwischen Sprinzenstein und Mairhof besteht eine große Dioritinsel, die von Perlgneisen gesäumt ist. Das Gestein tritt dabei in Talrandbereichen vereinzelt in Bereichen wie der Kampmühle oder der Ortschaft Spritzenstein sehr kompakt als Felsburgen zutage. Steinköbel treten im Kulturland nur noch bei der Ortschaft Dorf auf. Das Relief des Gemeindegebietes ist stark hügelig und von einem markanten Geländeanstieg von Südost nach Nordwest geprägt. Hinzu kommen kleinflächige Verflachungen verteilt über die gesamte Gemeinde sowie Steilhangbereiche im Südosten sowie steile, großflächige Hangpartien im äußersten Westen am Anstieg zum Ameisberg. Die Böden im Gemeindegebiet sind Urgesteinsverwitterungsprodukte grusig oder in Senkenbereichen und Talebenen lehmig.

### Landschaft und Vegetation
Das Gemeindegebiet lässt sich bezüglich seiner landschaftlichen Einheiten grob in drei Teilbereiche einteilen. Im Norden der Gemeinde liegt mit dem bergigen Anstieg auf den Ameisrücken ein waldreiches Bergland, das bezogen auf die naturschutzfachliche Einteilung der Raumeinheit Südliche Böhmerwaldausläufer zuzurechnen ist. Dieses Gebiet zeichnet sich durch einen hohen Waldanteil aus (rund 50 Prozent), wobei es sich überwiegend um Fichtenwälder, mit bedeutenden Buchenanteilen sowie Tannen handelt. Landwirtschaftliche Nutzflächen werden insbesondere als intensives Grünland bewirtschaftet, des Weiteren wird insbesondere Getreide angebaut. Als Siedlungsformen treten in diesem Gebiet nur Einzelhöfe (bzw. -häuser) und kleine Weiler auf. Südlich schließt sich an den Höhenrücken des Ameisberges eine waldkuppigen Hügellandschaft an, die im Zentrum des Gemeindegebiets zungenförmig weit in den Süden reicht. Diese Hügellandschaft ist zu rund 38 Prozent mit Wald, meist in Inselform oder in Zügen, bestockt. Es handelt sich vornehmlich um kleinparzellierte Bauernwälder, die sich vor allem an mäßig bis steilen Hängen sowie auf Kuppen und in Hangsenken befinden. Als Hauptbaumart herrscht hier die Fichte, oft mit Föhren durchmischt vor, teilweise kommen auch Tannen sowie geringe Eichen- oder Buchenbeimischungen vor. Die landwirtschaftlichen Nutzflächen dieses Landschaftsteiles werden in gemischter Wiesen- und Ackerbaunutzung betrieben, wobei Rinderhaltung bzw. der Anbau von Getreide und untergeordnet von Silomais vorherrscht. Die Grünlandnutzung erfolgt überwiegend sehr intensiv und großschlägig, Extensivgrünland besteht nur noch auf waldrandnahen Kleinflächen. Als Siedlungsformen treten in diesem Gebiet kompakte Weiler bzw. kleine Bauerndörfer sowie wenige Einzellagen auf. Der Süden des Gemeindegebietes ist eine agrarisch geprägte Plateaulandschaft mit geringem bis hohem (Mühltal-Sprinzenstein) Waldanteil. Landwirtschaftlich wird dieser Gemeindeteil ähnlich wie die waldkuppige Hügellandschaft genutzt, jedoch überwiegt hier der Ackerbau die Grünlandwirtschaft. Mit dem Ort Sarleinsbach beherbergt dieser Landschaftstyp den Hauptort der Gemeinde, an den sich ein weit verzweigtes Neusiedlungsnetz sowie einzelne, teils sehr großen Gewerbeansiedlungen anschließen. Im Übrigen befinden sich aber auch hier kompakte Weiler bzw. kleine Bauerndörfer sowie einige Einzelhäuser und Mühlen.

### Ortsteile der Gemeinde
Das Gemeindegebiet umfasst folgende Ortschaften (in Klammern Einwohnerzahl Stand 1. Jänner 2025):
- Altendorf (69)
- Altenhofen (28)
- Auerbach (25)
- Dobretshofen (7)
- Dorf (27)
- Fürling (30)
- Graben (39)
- Hennerbach (27)
- Innerhötzendorf (51)
- Innerödt (32)
- Kickingerödt (9)
- Kielesreith (30)
- Lämmerstorf (51)
- Leiten (13)
- Mairhof (26)
- Meising (36)
- Meisingerödt (20)
- Mühel (19)
- Oberpeilstein (1)
- Pfaffenberg (106)
- Pogendorf (24)
- Poppen (36)
- Rutzersdorf (38)
- Sankt Leonhard (63)
- Sarleinsbach (1127)
- Schinken (51)
- Schölling (38)
- Schwand (42)
- Sprinzenstein (78)
- Weißgraben (40)
- Wintersberg (39)
- Wolf (24)

### Nachbargemeinden
| Kollerschlag | Peilstein im Mühlviertel                    | Oepping       |
| Oberkappel   | Kompassrose, die auf Nachbargemeinden zeigt | Rohrbach-Berg |
| Atzesberg    | Hörbich                                     | Arnreit       |

## Geschichte
Die mittelalterliche Besiedlung des heutigen Gemeindegebiets zeigt sich an der Burgstall Kühstein.
Um 800 erfolgte die Gründung von Sarleinsbach durch den Franken Sarelin und war ursprünglich unter der Lehnshoheit der Passauer Bischöfe. Nach der Loslösung des Bistums Passau und der Grafschaft Österreichs vom Herzogtum Bayern wurde der Ort Teil des Herzogtums Österreichs ob der Enns.
Im November 1936 fiel die Hammerschmiede-Besitzersgattin Marie Leitner in Sarleinsbach einem Mord zum Opfer. Als Täter wurde bald darauf ihr Ehemann verhaftet, zum Tode verurteilt und am  14. Dezember 1936 im Landesgericht Linz hingerichtet.
Nach dem Anschluss Österreichs an das Deutsche Reich am 13. März 1938 gehörte der Ort zum Gau Oberdonau. 1945 erfolgte die Wiederherstellung Oberösterreichs.

## Bevölkerung

### Bevölkerungsstruktur
2014 lebten in der Gemeinde Sarleinsbach 2262 Menschen, womit Sarleinsbach die sechstgrößte der 42 Gemeinden des Bezirks war. Bezogen auf die Bevölkerungsdichte lag die Gemeinde mit 61 Einwohner pro km² im Mittelfeld der Gemeinden im Bezirksgebiet. 2001 waren 98,6 Prozent der Bevölkerung österreichische Staatsbürger (Oberösterreich 92,8 Prozent, Bezirk Rohrbach 96,9 Prozent), bis zum Jahresbeginn 2013 blieb der Wert mit 98,7 Prozent (Oberösterreich 91,1 Prozent, Bezirk Rohrbach 96,9 Prozent) praktisch unverändert. Insgesamt wurden 2013 in der Gemeinde nur 29 Ausländer gezählt, die fast ausschließlich aus den EU-Ländern stammten. Auch die 90 nicht in Österreich geborenen Gemeindebürger hatte ihr Geburtsland fast ausschließlich in einem Staat der EU. Zur römisch-katholischen Kirche bekannten sich 2001 97,9 Prozent der Einwohner (Oberösterreich: 79,4 Prozent), je 0,6 Prozent waren ohne Bekenntnis bzw. islamischem Glaubens.
Der Altersdurchschnitt der Gemeindebevölkerung lag 2001 unter dem Landesdurchschnitt. 22,4 Prozent der Einwohner von Sarleinsbach waren jünger als 15 Jahre (Oberösterreich: 18,8 Prozent), 61,4 Prozent zwischen 15 und 59 Jahre alt (Oberösterreich: 61,6 Prozent). Der Anteil der Einwohner über 59 Jahre lag mit 16,2 Prozent deutlich unter dem Landesdurchschnitt von 20,2 Prozent. Der Altersdurchschnitt der Bevölkerung von Sarleinsbach veränderte sich in der Folge in allen Segmenten. Der Anteil der unter 15-Jährigen sank per 1. Jänner 2013 auf 15,0 Prozent, während sich der Anteil der Menschen zwischen 15 und 59 Jahren auf 70,4 Prozent deutlich erhöhte. Der Anteil der über 59-Jährigen sank leicht auf 14,6 Prozent. Nach dem Familienstand waren 2001 53,9 Prozent der Einwohner von Sarleinsbach ledig, 39,7 Prozent verheiratet, 5,1 Prozent verwitwet und 1,4 Prozent geschieden.

### Bevölkerungsentwicklung
Das heutige Gemeindegebiet von Sarleinsbach erlebte seit dem späten 19. Jahrhundert verglichen mit dem Bezirk Rohrbach eine leicht unterdurchschnittliche Bevölkerungsentwicklung. Blieb die Einwohnerzahl von 1869 bis 2013 im Bezirk Rohrbach praktisch gleich, so schrumpfte die Einwohnerzahl von Sarleinsbach in diesem Zeitraum leicht um rund acht Prozent. Die Einwohnerzahl des Bundeslandes Oberösterreich verdoppelte sich hingegen nahezu. Die Einwohnerentwicklung von Sarleinsbach schwankte dabei über die letzten 150 Jahre. So sank die Einwohnerzahl zwischen 1869 und 1934 nahezu kontinuierlich von rund 2450 Einwohnern auf rund 2000 Einwohner bzw. um 18 Prozent. Danach stieg die Einwohnerzahl bis 1939 kurzfristig an, um danach wieder auf 1953 Einwohner im Jahr 1951 zu sinken. Dies war der bisher niedrigste Wert. Nach 1951 verzeichnete die Gemeinde bis 2001 wieder ein Bevölkerungswachstum, seitdem schrumpft die Einwohnerzahl wieder leicht. Maßgeblich für die Einwohnerentwicklung in der Gemeinde ist eine hohe Abwanderung sowie ein deutlicher Geburtenüberschuss. So verzeichnete die Gemeinde in den 1970er bis 1990er Jahren zwar eine Abwanderung von rund 120 bis 130 Personen pro Jahrzehnt, diese konnte jedoch durch einen wesentlich höheren Geburtenüberschuss mehr als ausgeglichen werden. In den 1990er Jahren ging der Geburtenüberschuss jedoch bereits zurück und halbierte sich ab der Jahrtausendwende während sich die Abwanderung noch erhöhte. Dadurch schrumpft die Gemeinde seit der Jahrtausendwende merklich.

## Kultur und Sehenswürdigkeiten

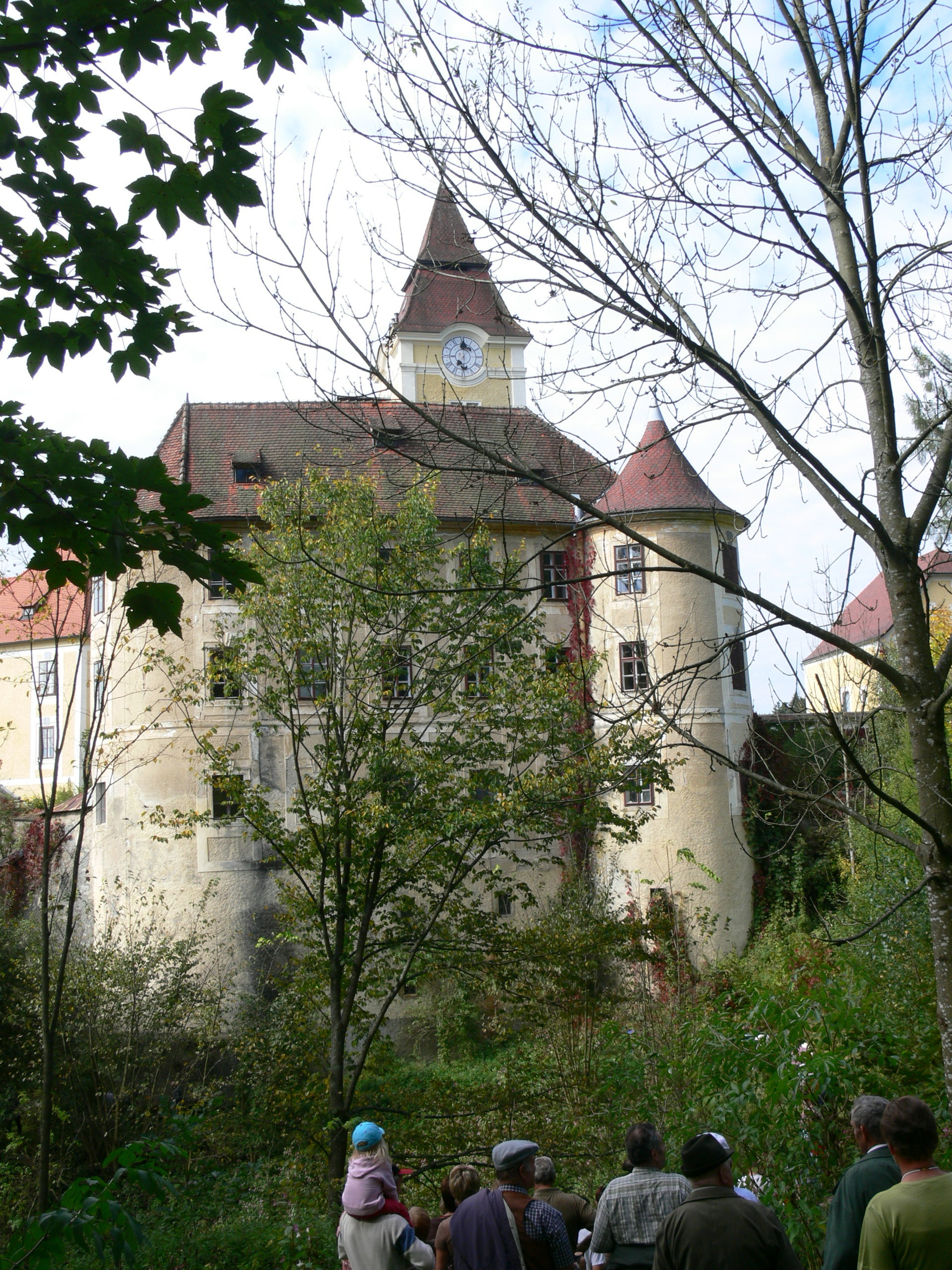
Eingangsbereich des Schlosses Sprinzenstein

### Bauwerke
- Brezerhaus: Das Brezerhaus ist eines der ältesten original erhaltenen Bauernhäuser in Oberösterreich. Bis 1982 wohnten die zwei Schwestern Cäcilia und Hedwig Steirl in diesem Haus. Sie lebten darin ganz entgegen dem Trend der Zeit, ohne Strom, WC und Wasseranschluss. Seit 1985 wird das Haus vom Verschönerungsverein erhalten. Die bauliche Form des Hauses ist fast unverändert bis heute erhalten und entspricht dem 16. Jahrhundert; es ist gelungen, den Besuchern hiermit ein authentisches Bild der Lebensweise früherer Generationen zu vermitteln.
- Schloss Sprinzenstein: Das Schloss wurde im 13. Jahrhundert errichtet und nach einem Brand 1583 in ein Schloss umgebaut. Das Schloss befindet sich heute in Privatbesitz der Familie Spannocchi.

### Sport
Sarleinsbach verfügt über den sogenannten S-Park, welcher 1999 gegründet wurde. Er beinhaltet eines der wenigen Naturbäder in Österreich, eine Tennisanlage mit vier Plätzen und einen Skatepark. Die Schwimmbereichsfläche beläuft sich auf 1100 m², die Gesamtfläche auf 2450 m² und die max. Tiefe beträgt 3 m. Im Jahr 2017 wurde das Naturbad Sarleinsbach generalsaniert.

## Wirtschaft und Infrastruktur

### Arbeitsstätten und Beschäftigte
Sarleinsbach beherbergte 2001 mit der Firma Internorm eine Arbeitsstätte mit mehr als 200 Beschäftigten. Hinzu kamen sieben Arbeitsstätten mit 20 bis 99 Beschäftigten. Insgesamt ergab die im Rahmen der Volkszählung durchgeführte Arbeitsstättenzählung 64 Arbeitsstätten mit 1.006 Beschäftigten (ohne Landwirtschaft), wobei 95 Prozent unselbstständig Beschäftigte waren. Die Anzahl der Arbeitsstätten war dabei gegenüber dem Jahr 1991 um 11 (plus 21 Prozent) gestiegen, die Anzahl der Beschäftigten sogar um 320 Personen (plus 47 Prozent). Wichtigster Wirtschaftszweig war 2001 die Sachgütererzeugung mit 14 Betrieben und 682 Beschäftigten (68 Prozent aller Beschäftigten) vor dem Handel mit zehn Arbeitsstätten und 76 Beschäftigen (8 Prozent) sowie dem Gesundheits-, Veterinär- und Sozialwesen bzw. dem Unterrichtswesen. 66 Prozent der in Sarleinsbachn Beschäftigten waren Arbeiter, 26 Prozent Angestellte oder Beamte, 5 Prozent Betriebsinhaber und 3 Prozent Lehrlinge.
Von den in Sarleinsbach 2012 lebenden 1.272 Erwerbspersonen waren nur 0,5 Prozent arbeitslos. Von den 1261 Erwerbstätigen waren 293 in der Sachgütererzeugung (23 Prozent), 165 im Handel und 164 im Gesundheits- und Sozialwesen (jeweils 13 Prozent) beschäftigt. Weitere wichtige Branchen waren das Bauwesen mit 147 Beschäftigten (12 Prozent) sowie die Land- und Forstwirtschaft mit 100 Beschäftigten (8 Prozent). Von den 1.222 Erwerbstätigen aus Sarleinsbach (ohne temporär von der Arbeit abwesende Personen erwerbstätigen Einwohnern) gingen 2012 475 Personen in Sarleinsbach ihrer Beschäftigung nach.747 bzw. 61 Prozent mussten zur Arbeit auspendeln. Von den Auspendlern hatten 443 Prozent ihre Arbeitsstätte im Bezirk Rohrbach und 29 Prozent in Linz. Wichtigste Auspendlergemeinden neben Linz waren Rohrbach in Oberösterreich, Altenfelden, Lembach im Mühlkreis sowie Berg bei Rohrbach. Im Gegenzug pendelten 972 Menschen nach Sarleinsbach ein, wobei 92 Prozent aus dem Bezirk Rohrbach stammten.

### Verkehr und Infrastruktur
Sarleinsbach wird durch mehrere Landesstraßen für den Individualverkehr erschlossen. Durch den Markt verläuft die Hanrieder Bezirksstraße (L 1527), die Sarleinsbach mit dem südwestlich gelegenen Putzleinsdorf sowie der nordöstlich gelegenen Ortschaft Sprinzenstein verbindet. Durch Sprinzenstein selbst verläuft auch die Tannberg Landesstraße (L 588), die von der nordöstlich gelegenen Bezirkshauptstadt Rohrbach über Oepping im Osten über das Gemeindegebiet führt. Nach Südosten verbindet die Tannberg Landesstraße Sarleinsbach mit der Nachbargemeinde Hörbich sowie mit Altenfelden. Die Sarleinsbacher Bezirksstraße (L 1532) verläuft vom Marktzentrum nach Süden und weiter nach Südosten, bis sie auf dem Gemeindegebiet von Hörbich in die Tannberg Landesstraße mündet. Nördlich des Marktes zweigt zudem von der Hanrieder Bezirksstraße die Kollerschlager Bezirksstraße (L 1530) ab. Sie erschließt den Norden des Gemeindegebietes und führt bis nach Kollerschlag.
Sarleinsbach betreibt selbst keine eigene Wasserversorgung. Vielmehr wird der Hauptort sowie der Großteil der Ortschaft Ohnerstorf von einer Wassergenossenschaft versorgt. Die Wassergenossenschaft errichtete 2010/2011 am Kugelberg ein moderner Hochbehälter. Die Beseitigung der anfallenden Abwässer erfolgt in der Gemeindeeigenen Kläranlage, die auf 4.000 EGW ausgelegt ist. Die Kläranlage wurde Anfang der 1990er Jahre errichtet und 2003 modernisiert, wobei auch die Abwässer der Nachbargemeinden Hörbich, Atzesberg und in geringem Ausmaß auch von Oepping hier gereinigt werden. Hinzu kommen 38,9 Kilometer Kanäle und vier größere Pumpwerke, wobei ein weiterer Ausbau des Kanalnetzes nur bei der Erschließung neuer Siedlungsgebiete geplant ist. Ende 2011 waren 56,25 der Haushalte bzw. 61,4 Prozent der Einwohner an das Kanalnetz angeschlossen. Der Großteil der Ortschaften verfügt über keinen Kanalanschluss, wobei die Abwasserentsorgung über Senkgruben erfolgt. Die Restmüllabfuhr und die Bio-Abfuhr wurden mit Beginn des Jahres 2004 an den Bezirksabfallverband Rohrbach übertragen, der seitdem die Abfallabfuhr organisiert und durchführt. Das vom Bezirksabfallverband betriebene Altstoffsammelzentrum befindet sich neben dem Gemeindebauhof.

### Bildung
In der Gemeinde befindet sich ein viergruppiger Kindergarten, der von der Pfarrcaritas in einem 1981 errichteten, gemeindeeigenen Gebäude betrieben wird. Im Jahr 2018 wurde ein Anbau mit einer 5. Gruppe sowie einer Krabbelgruppe fertig gestellt. Der Kindergarten wird auch von Kindern aus Hörbich und Atzesberg besucht. Die Wurzeln der Volksschule werden in der Zeit um 1250 angenommen, als Sarleinsbach zum Vikariat erhoben wurde und damit der Bestand einer Pfarrschule angenommen wird. Im 16. Jahrhundert wuchs der Einfluss der Marktbürger auf die Schule, im Zuge der Gegenreformation wurde die Schule jedoch wieder der Kirche unterstellt und der Schulmeister war zugleich Mesner, Organist und Matrikenführer der Pfarre. Um 1750 wurde die bisher einklassige Schule mehrklassig und von rund 50 Schülern besucht. Das alte Schulhaus entstand um die Zeit der Einführung der allgemeinen Schulpflicht 1774. 1854 wurde die alte Schule abgetragen und ein neues, dreiklassiges Schulhaus errichtet. 1966 wurde eine moderne Volksschule für etwa 400 Schüler errichtet, das alte Schulhaus wurde in der Folge 1989 abgebrochen. Bereits 1973 kam es zum neuerlichen Bau einer diesmal zehnklassigen Volksschule, wobei die 1966 neugebaute Volksschule in eine Hauptschule umgewandelt wurde. Volks- und Hauptschule wurden 2000 saniert. Im Schuljahr 2013/14 bestanden in der Volksschule acht Klassen mit etwas mehr als 100 Schülern. Die Hauptschule wurde 1966 mit zwei ersten Klassen gegründet. 1976 erreichte die Hauptschule mit 355 Schülern und 15 Klassen ihren Gesamtschülerhöchststand. Im Schuljahr 2013/14 besuchten rund 100 Kinder in sechs Klassen die Hauptschule. 2002 wurde die neue Landesmusikschule Sarleinsbach am Schulareal eröffnet.

### Ansässige Unternehmen
Das 1977 gegründete Fensterwerk der Firma Internorm stellt heute mit etwa 675 Mitarbeitern den größten Arbeitgeber der Region dar.

## Politik

### Gemeinderat
Der Gemeinderat als oberstes Gremium der Gemeinde umfasst 19 Sitze (bis 2015 waren es 25 Sitze) und wird alle sechs Jahre im Zuge oberösterreichweiter Gemeinderatswahlen gewählt.
Stärkste Fraktion im Gemeinderat von Sarleinsbach ist seit jeher die ÖVP, die in der Zeit seit 1945 immer eine Zweidrittelmehrheit erreichte. Zwischen 1945 und 1973 kam die ÖVP sogar auf Wahlergebnisse jeweils über 90 Prozent, wobei sie ihr bestes Ergebnis 1955 bis 1967 mit jeweils 100 Prozent erzielte. Zweitstärkste Partei im Gemeinderat von Sarleinsbach war meist die SPÖ, die jedoch vor 1985 nie ein zweistelliges Ergebnis erreichte und zwischen 1955 und 1967 durch das Nichtantreten nicht im Gemeinderat vertreten war. 1985 kam die SPÖ mit 13,1 Prozent erstmals auf ein zweistelliges Ergebnis, in der Folge schwankte ihr Ergebnis zwischen rund 10 und 19 Prozent. Die FPÖ trat in der Gemeinde erstmals 1979 an, scheiterte jedoch am Einzug in den Gemeinderat. Dieser gelang erst 1991 mit 4,5 Prozent. In der Folge kam die FPÖ auf Ergebnisse zwischen 9 und 12 Prozent, wobei die FPÖ 1997 die SPÖ kurzfristig als zweitstärkste Kraft ablösen konnte.
- Mit den Gemeinderats- und Bürgermeisterwahlen in Oberösterreich 1997 hatte der Gemeinderat folgende Verteilung: 20 ÖVP, 3 FPÖ und 2 SPÖ.[13]
- Mit den Gemeinderats- und Bürgermeisterwahlen in Oberösterreich 2003 hatte der Gemeinderat folgende Verteilung: 19 ÖVP, 4 SPÖ und 2 FPÖ.[14]
- Mit den Gemeinderats- und Bürgermeisterwahlen in Oberösterreich 2009 hatte der Gemeinderat folgende Verteilung: 18 ÖVP,  4 SPÖ und 3 FPÖ.[15]
- Mit den Gemeinderats- und Bürgermeisterwahlen in Oberösterreich 2015 hatte der Gemeinderat folgende Verteilung: 17 ÖVP, 4 SPÖ und 4 FPÖ.[16]
- Mit den Gemeinderats- und Bürgermeisterwahlen in Oberösterreich 2021 hat der Gemeinderat folgende Verteilung: 13 ÖVP, 3 SPÖ und 3 FPÖ.[17]

### Bürgermeister
Der Bürgermeister wird seit 1997 in einer Direktwahl bestimmt, wobei es bei keiner absoluten Mehrheit für einen Kandidaten zu einer Stichwahl kommt. Die erste Direktwahl konnte der seit 1990 amtierende Bürgermeister Maximilian Wiederseder (ÖVP) mit 91,8 Prozent im ersten Wahlgang gegen den Kandidaten der SPÖ für sich entscheiden, 2003 wurde er mit 93,6 Prozent ohne Gegenkandidaten erneut im Amt bestätigt. Wiederseder übergab sein Amt 2008 an Roland Bramel (ÖVP), der bei der Wahl 2009 mit 85,1 Prozent bestätigt wurde. Auch er hatte keinen Gegenkandidaten.
Bürgermeister seit 1850:
| Amtszeit  | Name               | Amtszeit  | Name              | Amtszeit  | Name                   |
| --------- | ------------------ | --------- | ----------------- | --------- | ---------------------- |
| 1850–1855 | Mathias Gollber    | 1906–1909 | Ignaz Eder        | 1966–1990 | Josef Grabner          |
| 1855–1861 | Ignaz Oßberger     | 1909–1913 | Alois Wagner      | 1990–2008 | Maximilian Wiederseder |
| 1861–1864 | Franz Saxinger     | 1913–1919 | Franz Ecker       | seit 2008 | Roland Bramel          |
| 1864–1870 | Mathias Rachinger  | 1919–1924 | Franz Jetschgo    |           |                        |
| 1870–1879 | Johann Samer       | 1924–1929 | Alois Wagner      |           |                        |
| 1879–1882 | Anton Zöchbauer    | 1929–1942 | Alois Mandl       |           |                        |
| 1882–1885 | Michael Mühlberger | 1942–1945 | Mathias Schiffler |           |                        |
| 1885–1894 | Josef Meisl        | 1945–1946 | Alois Mandl       |           |                        |
| 1894–1903 | Ludwig Jetschgo    | 1946–1949 | Michael Jell      |           |                        |
| 1903–1906 | Anton Ernst        | 1949–1966 | Georg Jetschgo    |           |                        |

### Wappen
Der erste Nachweis des Marktwappens mit der Darstellung von Straußen- oder Pfauenfedern auf einem Dreiberg findet sich im Siegel auf einem Aktenstück vom 25. Juli 1571 mit der Umschrift „S . DES . MARCKHT . SARLASPACH“. Mit einem Erlass des Reichsstatthalter für Oberdonau am 30. April 1943 wurde die Änderung des Wappens durch Kombination des alten Siegelbildes mit einer Gemäldedarstellung im Rathaus bestimmt. Die Blasonierung des Wappens lautete: „In Blau auf goldenem Dreiberg ein schwarzer, mit drei grün-goldenen Pfauenfedern besteckter Bauernhut mit von einer Goldborte eingefasster Krempe und goldener Hutschnur.“ Diese Wappenänderung wurde jedoch mit Sitzungsbeschluss der oberösterreichischen Landesregierung vom 1. Oktober 1951 rückgängig gemacht und das ursprüngliche, historische Wappenbild wieder hergestellt. Die Blasonierung dieses Wappens lautet: „In Rot auf grünem Dreiberg drei silberne Straußenfedern, die eine von der erhöhten Mittelkuppe, die beiden anderen aus den Einsattelungen zwischen der Mittelkuppe und den Seitenkuppen ausgehend“, wobei der Neuentwurf von Franz Lehrer aus Linz stammt. Die Bedeutung des Wappens ist bis heute ungeklärt. Die Gemeindefarben Grün-Weiß-Grün wurden am 16. Mai 1995 vom Gemeinderat festgesetzt und am 17. Juli 1995 durch Beschluss der oberösterreichischen Landesregierung genehmigt.

## Persönlichkeiten

### Söhne und Töchter der Gemeinde
- Adam von Lebenwaldt (1624–1696), Epigrammatiker, Arzt und Lehrer der Medizin
- Johann Philipp Ruckerbauer (1663–1740), Barock-Maler
- Philipp Kohout (1852–1916), Theologe und Professor am Priesterseminar in Linz
- Josef Kiesl (1887–1936), Landwirt und Politiker der CSP, Abgeordneter zum Oberösterreichischen Landtag 1926–1934
- August Zöhrer (1888–1971), Heimatkundler, Schriftsteller, und Leiter des Kulturamtes in Linz
- Heinrich Barbl (1900 – nach 1965), NS-Täter
- Franz Eilmansberger (1921–2022), Ingenieur
- Franz Riepl (* 1932), österreichischer Architekt
- Franz Leitenbauer (1925–2016), Abgeordneter zum Nationalrat
- Theresia Kiesl (* 1963), Medaillengewinnerin der Olympischen Sommerspiele 1996 im 1500-Meter-Lauf

### Mit der Gemeinde verbundene Persönlichkeiten
- Lelio Spannocchi (1911–1986), Politiker und Landesbeamter